# Abonyi Iván
Abonyi Iván (Budapest, 1931. március 3. – 2022. augusztus 4.) plazmafizikus, fizikatanár, egyetemi docens, tankönyvíró, tudománytörténész.

## Életútja
1955-ben fizikus oklevelet szerzett az Eötvös Loránd Tudományegyetemen, ahol azután tudományos segédmunkatársként kezdte pályafutását az elméleti fizika tanszéken. 1961-ben doktori fokozatot szerzett, tézisének címe: A relativisztikus kinetikus gázelmélet egyes problémái (témavezető: Marx György), rá egy évre kandidátus lett. Az egyetemen elméleti fizikai, elektrodinamikai és fizikatörténeti tárgyakat oktatott. Dolgozott a párizsi Poincaré Intézetben (1964 és 1972 között) és a Miskolci Egyetemen (1983 ás 1986 között), 1960-tól az MTA Elméleti Fizikai Tanszéki Kutatócsoportjában is. Fényes Imre után ő lett a TIT Budapesti Szervezete Fizika Szakosztályának elnöke, 1972 és 1980 között pedig az Eötvös Loránd Fizikai Társulat főtitkárhelyettese volt. 1996-ban nyugdíjba vonult, de továbbra is tevékeny maradt.
Aktív szerzője volt a Természet Világa és a Fizikai Szemle folyóiratoknak, amelyekben száznál több írása jelent meg. 1969-ben  tagja lett a Természet Világa szerkesztőbizottságának.  Ezen kívül sikeres tankönyveket is írt, főleg elméleti fizikából. Társszerzője volt a következő lexikonoknak:  Fizikai kislexikon, Magyar Larousse Enciklopédia, Magyar nagylexikon. A Gondolat Kiadónál szerkesztésében jelent meg 1975 és 1982 között a Fizika évkönyv sorozat. 
Előadásai, cikkei, könyvei nagy gonddal, élvezetes stílusban készültek.

## Kutatásai
Szakterülete: plazmafizika, hidrodinamika, relativitáselmélet. Kutatási témái: a magyarországi fizika története, örvényes áramlások a magnetohidrodinamikában, relasztivisztikus hidrodinamika és magnetohidrodinamika.

## Válogatás könyveiből
- Elméleti fizika, egyetemi tankönyv (Nagy Tiborral, Budapest, 1968)
- Abonyi Iván–Bitó János: Rezgések és hullámok a plazmában; Mérnöki Továbbképző Intézet, Budapest, 1968 (Mérnöki Továbbképző Intézet előadássorozatából)
- A negyedik halmazállapot. Bevezető a plazmafizikába (Budapest, 1971)
- Modern kozmológia. A Tudományos Ismeretterjesztő Társulat Csillagászati és Űrkutatási Szakosztályai Országos Választmányának közlönye; szerk. Abonyi Iván, Paál György, Tihanyi László; TIT, Budapest, 1987
- A kozmikus dinamótól a reaktorok hűtéséig (Szombathely, 1997)
- Szilárd Leó 1898–1964 (Szombathely, 2000)
- Kiemelkedő fejezetek a 17-18. század fizikájából (Budapest, 2008)
- Kiemelkedő fejezetek a 20. század fizikájából (Budapest, 2009)

## Díjai

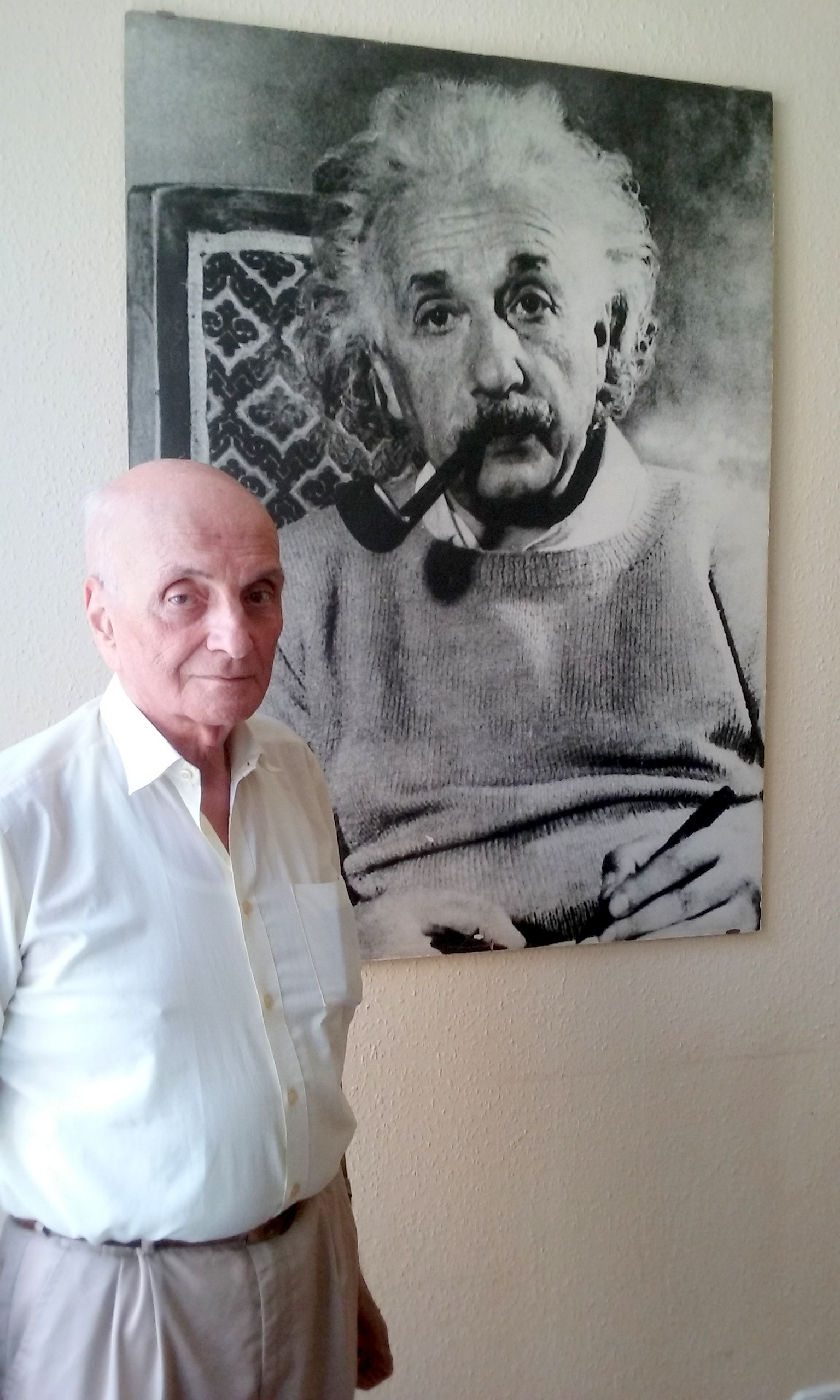
A Természet Világa szerkesztőségében Einstein posztere előtt. Staar Gyula felvétele (2017)

- Nívódíj a Gondolat Kiadónál megjelent A negyedik halmazállapot. Bevezető a plazmafizikába című könyvéért, 1971
- Prométheusz-érem az Eötvös Loránd Fizikai Társulattól a fizikai gondolkodás terjesztéséért, 1981
- Hevesy Endre-díj, MÚOSZ, 1999
- Szily Kálmán-emlékérem, Természet Világa, 2009